# Shamanic Princess
Shamanic Princess (シャーマニックプリンセス?, Shāmanikku Purinsesu) è una serie OAV di sei episodi, prodotto dalla Bandai Visual fra il giugno 1996 ed il giugno 1998. L'anime è stato adattato in lingua italiana dalla Dynamic Italia ed in lingua inglese. Una breve parodia era in produzione. È stato aggiunto al servizio gratuito Tubi.

## Trama
Il mondo dei guardiani si trova in una dimensione parallela, ed i suoi abitanti hanno il compito di sorvegliare e controllare le forze magiche. A tal fine, gli abitanti possiedono diversi tipi di poteri magico che permettono loro di cambiare forma, distruggere oggetti, fermare il tempo o invocare esseri elementali per fargli delle richieste. La fonte del potere del mondo dei guardiani è il trono di Yord, un dipinto misterioso sorvegliato dagli anziani, che contemporaneamente si preoccupano anche di addestrare i Neutralizzatori, che in futuro prenderanno il loro posto.
Uno di questi Neutralizzatori, Kagetsu, però ha tradito la fiducia degli anziani ed ha rubato il Trono di Yord e l'ha portato sulla Terra per portare a termine il proprio piano misterioso. Gli anziani inviano diverse squadre di agenti sulla Terra per recuperare il Trono di Yord, prima che la sua lontananza possa danneggiare irremediabilmente il mondo dei guardiani. Fra questi agenti c'è Tiara, membro della famiglia reale del mondo dei guardiani, oltre che sciamana potentissima, in grado di trasformarsi in un demone durante la battaglia. Nella sua ricerca del Trono di Yord, Tiara si confonderà con gli umani, spacciandosi per una normale studentessa.

## Personaggi e doppiatori
- Tiara (ティアラ Tiara) (Doppiatrice: Sayuri Yamauchi / Emanuela Pacotto)
- Japolo (ジャポロ Japoro) (Doppiatrice: Rica Matsumoto / Patrizia Mottola)
- Graham (グラム Guramu) (Doppiatrice: Rica Matsumoto / Alberto Ferracin)
- Lena (レナ Rena) (Doppiatrice: Mitsuki Yayoi / Deborah Magnaghi)
- Leon (レオン Reon) (Doppiatore: Hiro Yūki / Massimo Di Benedetto)
- Kagetsu (華月 Kagetsu) (Doppiatore: Kōichi Yamadera / Patrizio Prata)
- Sara (紗羅 Sara) (Doppiatore: Tomo Sakurai / Lara Parmiani)
- Il trono di Yord (ヨルドの座 Yorudo no Za) (Doppiatore: Rokurō Naya / Antonio Paiola)

## Episodi
| Nº | Titolo italiano Giapponese 「Kanji」 - Rōmaji               | In onda     | In onda |
| Nº | Titolo italiano Giapponese 「Kanji」 - Rōmaji               | Giapponese  |         |
| 01 | The Throne of Yord 「ヨルドの座」 - yorudo no za            | giugno 1996 |         |
| 02 | Forest 「森」 - mori                                        |             |         |
| 03 | Awakening 「覚醒」 - kakusei                                |             |         |
| 04 | Morning of Prayer 「祈りの朝」 - inori no asa               |             |         |
| 05 | The Guardian World 「ガーディアンワールド」 - gadeianwarudo |             |         |
| 06 | The Festival of Wind 「風の祭」 - kaze no matsuri           | giugno 1998 |         |

## Colonna sonora
Sigla di apertura
- Inori no asa cantata da Miwako Saitou

Sigla di chiusura
- Omoide no mori cantata da Miwako Saitou (eps 1-4,6)
- Kaze no matsuri cantata da Wuyontana (ep 5)